# 나카무라 고타로
나카무라 고타로(일본어: 中村 孝太郎, なかむら こうたろう, 1881년 8월 28일 ~ 1947년 8월 29일)는 일본제국 육군의 대장으로, 1930년대에 매우 짧은 기간 동안 육군대신을 지냈다.

## 같이 보기
- 조선군
- 데라우치 히사이치
- 우메즈 요시지로
- 하야시 센주로